# Litsea perlucida
Litsea perlucida är en lagerväxtart som beskrevs av C. K. Allen. Litsea perlucida ingår i släktet Litsea och familjen lagerväxter. Inga underarter finns listade i Catalogue of Life.